# Jeff Goldblum
Jeffrey Lynn "Jeff" Goldblum (West Homestead, 22 de outubro de 1952) é um ator e músico norte-americano. Ele participou de vários filmes que foram sucessos de bilheteria de sua era, como Jurassic Park (1993) e Independence Day (1996), além de suas sequências, como The Lost World: Jurassic Park (1997), Jurassic World: Fallen Kingdom (2018), Jurassic World Dominion (2022) e Independence Day: Resurgence (2016).

## Biografia
Goldblum nasceu e foi criado em West Homestead, um subúrbio de Pittsburgh. Sua mãe, Shirley Temeles, era uma locutora de rádio que mais tarde administrou uma empresa de eletrodomésticos e equipamentos de cozinha, e seu pai, Harold L. Goldblum, era um médico judeu.
Mudou-se para a cidade de Nova Iorque aos dezessete anos para se tornar ator. Trabalhou em teatro e estudou atuação no renomado Neighborhood Playhouse sob a direção de Sanford Meisner e fez sua estreia na Broadway na produção de The Two Gentlemen of Verona. Ele é também cantor e pianista de jazz, e declarou que se não fosse ator, dedicaria sua vida à música.
Jeff foi protagonista de filmes como A Mosca (seu desempenho mais aclamado) e The Tall Guy. Seus importantes personagens secundários incluem Invasores de Corpos (1978), O Reencontro (1983), Jurassic Park (1993), Independence Day (1996). Ele também participou de As Aventuras de Buckaroo Banzai.
Goldblum emprestou sua voz à maioria das campanhas publicitárias da Apple nos EUA, incluindo a do iBook. Também emprestou sua voz às campanhas da Toyota americana.
Ele ensina interpretação na Playhouse West em North Hollywood com Robert Carnegie. Foi com diversos atores dessa companhia que ele improvisou e dirigiu o filme de curta-metragem Little Surprises, que foi indicado ao Oscar em 1996. Atualmente Jeff integra o elenco regular da série policial Law & Order: Criminal Intent como o excêntrico detetive Zach Nichols.

## Vida pessoal

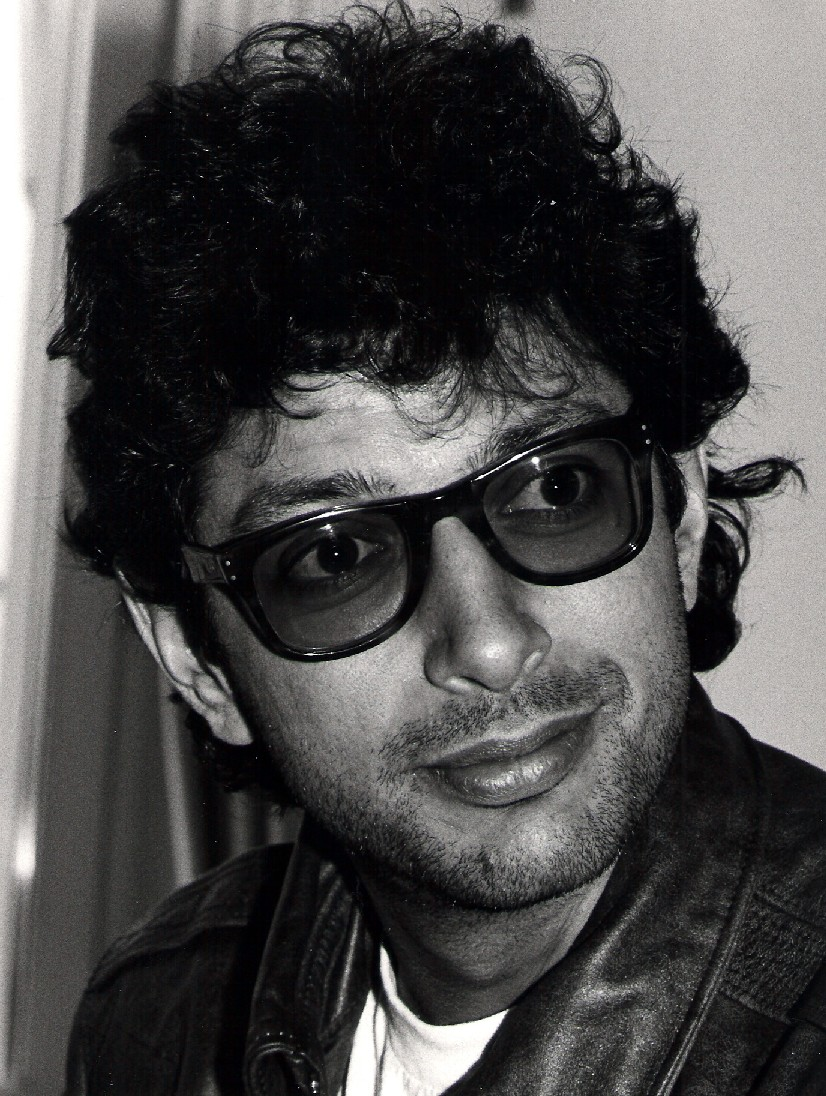
Em 1985

Foi casado duas vezes, primeiramente com Patricia Gaul, de 1980 a 1986. Depois casou-se com Geena Davis em 1.º de Novembro de 1987, depois de conhecê-la durante as filmagens de A Mosca, e separou-se em Outubro de 1990. Em 1993 iniciou um relacionamento com Laura Dern, sua companheira em Jurassic Park, e separaram-se em 1997. Ele revela ter bom relacionamento com as últimas duas atrizes, e sobre Geena ele diz que "ela é uma pessoa e atriz maravilhosa". Mais recentemente esteve noivo de Catherine Wreford, uma dançarina canadense mais conhecida nos palcos de teatro, e com ela estrelou o filme Pittsburgh, um documentário com pitadas de ficção. No entanto, Jeff e Catherine não estão mais juntos. Casado desde 2014 com Emilie Livingston com quem tem seus 2 únicos filhos, nascidos em 2015 e 2017.

## Filmografia
| - 2022 — Thor: Love and Thunder - 2022 — Jurassic World: Dominion - 2021 — What If...? - 2018 — Jurassic World: Fallen Kingdom - 2017 — Thor: Ragnarok - 2016 — Independence Day: Resurgence (Independence Day: O Ressurgimento) - 2014 — The Grand Budapest Hotel (O Grande Hotel Budapeste) - 2012 — Glee - 2010 — The Switch - 2009–2010 — Law & Order: Criminal Intent (TV) - 2008 — Adam Ressurrected - 2007 — Fay Grim - 2006 — Man of the Year (Candidato aloprado) - 2005 — Mini's First Time - 2004 — The Life Aquatic with Steve Zissou (A vida marinha com Steve Zissou) - 2004 — Incident at Loch Ness - 2003 — Spinning Boris (Plano B - América contra o comunismo) - 2003 — Dallas 362 - 2003 — Wa Stories (TV) - 2002 — Last of the Lost Tribe (TV) (voz) - 2002 — Igby Goes Down (A estranha família de Igby) - 2001 — Cats & Dogs (Como cães e gatos) - 2001 — Perfume (Perfume) - 2000 — Chain of Fools (Roubos e trapaças) - 2000 — Auggie Rose (Além da suspeita) - 2000 — One of the Hollywood 10 - 1998 — The Prince of Egypt (O Príncipe do Egito) (voz) - 1998 — The Holy Man (Santo homem) - 1997 — The Lost World: Jurassic Park (O mundo perdido - Jurassic Park) - 1996 — Independence Day - 1996 — The Great White Hype (O trambique do século) - 1996 — Goosebumps: Escape from Horrorland - 1996 — Mad Dog Time (Prazer em matar-te) - 1995 — Powder (Energia pura) - 1995 — Nine Months (Nove meses) - 1995 — Hideaway (O esconderijo) - 1993 — Jurassic Park (Jurassic Park - Parque dos Dinossauros) - 1993 — Lush Life (Vida boêmia) (TV) - 1992 — The Player (O jogador) - 1992 — Deep Cover (Traindo o inimigo) - 1992 — Fathers & Sons (Perigo em família) | - 1992 — Shooting Elizabeth (Onde está Elizabeth?) - 1991 — The Favour, the Watch and the Very BigFfish (O favor, o relógio e o peixe muito grande) - 1990 — Mister Frost (O satânico Mr. Frost) - 1990 — Twisted Obsession - 1990 — Framed (Um farsante em Paris) (TV) - 1989 — The Tall Guy (As atrapalhadas de um conquistador) - 1989 — Earth Girls Are Easy (Meu amante é de outro mundo) - 1988 — Vibes (Vibes) - 1987 — Beyond Therapy (Além da terapia) - 1987 — The Race for the Double Helix (TV) - 1986 — The Fly (A mosca) - 1985 — Into the Night (Um romance muito perigoso) - 1985 — Silverado (Silverado) - 1985 — Transylvania 6-5000 (Transilvânia 6-5000) - 1984 — The Adventures of Buckaroo Banzai Across the 8th Dimension (As aventuras de Buckaroo Banzai) - 1984 — Ernie Kovacs: Between the Laughter (TV) - 1983 — The Big Chill (O reencontro) - 1983 — The Right Stuff (Os eleitos) - 1982 — Rehearsal for Murder (Roteiro para um assassinato) (TV) - 1981 — Threshold (No limiar da vida) - 1980 — The Legend of Sleepy Hollow (TV) - 1980 — Tenspeed and Brown Shoe (TV) - 1978 — Thank God It's Friday (Até que enfim é sexta-feira) - 1978 — Invasion of the Body Snatchers (Invasores de corpos) - 1978 — Remember My Name - 1977 — Annie Hall (Noivo neurótico, noiva nervosa) - 1977 — Between the Lines - 1977 — The Sentinel (A sentinela dos malditos) - 1976 — Special Delivery - 1976 — St. Ives (Cinco dias de conspiração) - 1976 — Next Stop, Greenwich Village - 1975 — Nashville (Nashville) - 1974 — Death Wish (Desejo de matar) - 1974 — California split |

## Prêmios
- 1983: Prêmio Estrela do Amanhã, pela Associação Nacional de Donos de Teatro
- 1987: Prêmio "Saturn" de melhor ator por A Mosca
- 1992: Indicação ao Independent Spirit Awards de Melhor Ator Coadjuvante, por Traindo o Inimigo
- 1996: Indicação ao Oscar pela direção do curta-metragem Little Surprises
- 2005: Indicação ao Emmy pela aparição no seriado Will & Grace